# Face Value
Face Value – pierwsza solowa płyta brytyjskiego artysty Phila Collinsa wydana 9 lutego 1981. Większość piosenek nagranych na niej powstała pod wpływem bólu, jaki odczuwał Collins po rozwodzie. W czasopiśmie branżowym Teraz Rock wystawiono płycie ocenę 5 na 5. 
Na portalu Rate Your Music określono go jako reprezentującego m.in. gatunki Soft rock, rock progresywny, art pop, jazz pop, ambient pop, pop progresywny, adult contemporary i pop rock. 

## Lista utworów
1. "In the Air Tonight"
2. "This Must Be Love"
3. "Behind the Lines"
4. "The Roof is Leaking"
5. "Droned"
6. "Hand in Hand"
7. "I Missed Again"
8. "You Know What I Mean"
9. "Thunder and Lightning"
10. "I'm Not Moving"
11. "If Leaving Me Is Easy"
12. "Tomorrow Never Knows", /"Over the Rainbow"

## Ukryta piosenka
Pod koniec piosenki "Tomorrow Never Knows", ostatniego utworu na płycie, można usłyszeć Collinsa śpiewającego "Over the Rainbow" - piosenkę pochodzącą z filmu Czarnoksiężnik z Krainy Oz. Ukryty utwór zaczyna się w 4:14 minucie piosenki, kończy w 4:43, później Collins mówi: "OK" i całe nagranie kończy się w 4:50 minucie. (Collins mówił w wywiadach, że zazwyczaj rozgrzewał tą piosenką struny głosowe przed nagraniem i postanowił dodać ją jako ukryty żart.)